# Schweizer Eislauf-Verband
Der Schweizer Eislauf-Verband (auch Swiss Ice Skating genannt) ist der Schweizer Eislauf-Dachverband. Als solcher vertritt er die Sportarten Eiskunstlauf, Eistanz, Synchroneiskunstlauf, Eisschnelllauf und Shorttrack. Der Verband hat seinen Sitz in Ittigen bei Bern, wo er ein Sekretariat im Haus des Sports von Swiss Olympic betreibt. Präsident ist seit 2018 Diana Barbacci Lévy.

## Geschichte
Am 17. Februar 1911 wurde der Schweizer Eislauf-Verband von einigen Mitgliedern der Skating Association St. Moritz gegründet. Noch im gleichen Jahr tritt der Verband dem Schweizerischen Olympischen Komitee (heute Swiss Olympic) und der Internationalen Eislaufunion bei. Als erste Vereine traten 1913 die Eislaufvereine von Lausanne, Genf und Adelboden bei.
1919 wurden in St. Moritz gemeinsam die ersten Schweizer Eiskunstlaufmeisterschaften im Einzellauf der Männer sowie die Schweizer Eisschnelllaufmeisterschaften der Männer durchgeführt. Die Frauen konnten ab 1931 in Zürich antreten und zwei Jahre später wurde in Engelberg auch das Paarlaufen eingeführt. Der erste Wettbewerb im Eistanz wurde 1961 in Luzern ausgetragen.
1947 konnte Hans Gerschwiler mit der Welt- und Europameisterschaft als erster Schweizer einen internationalen Titel erkämpfen. Im Paarlaufen gelang Silvia und Michel Grandjean 1954 der Gewinn des EM-Titels. Denise Biellmann konnte mit ihrem Weltmeistertitel 1981 an den Erfolg von Gerschwiler 1947 anknüpfen und in den Jahren 2005 und 2006 wurde Stéphane Lambiel sogar Doppelweltmeister, Silbermedaille Olympiade 2006, Sarah Meier, Europameisterin 2011.
1993 fanden auch regelmässige Austragungen von nationalen Shorttrack-Meisterschaften ihren Weg in den Wettkampfkalender.
Neben Schweizermeisterschaften organisiert der Verband auch regelmässig Europameister- und Weltmeisterschaften in der Schweiz. Seit seiner Gründung wurden neunzehn Europa- und fünfzehn Weltmeisterschaften in der Schweiz ausgetragen, wobei alleine zehn- (EM) bzw. elfmal (WM) der Austragungsort Davos war.

## Verbände
Folgende Kantonal- und Regionalverbände sind beim Schweizer Eislauf-Verband angeschlossen:
- Association Romande de Patinage
- Bündner Eislaufverband
- Eislaufverband Bern/Nordwestschweiz
- Federazione Ticinese di Pattinaggi
- Kantonal Zürcherischer Eislauf-Verband
- Ostschweizer Eissport-Verband St. Gallen-Appenzell-Glarus
- Thurgauer Eislaufverband
- Verband Zentralschweizer Eislaufvereine

Diese Verbände vertreten zusammen 85 Vereine.